# Susza

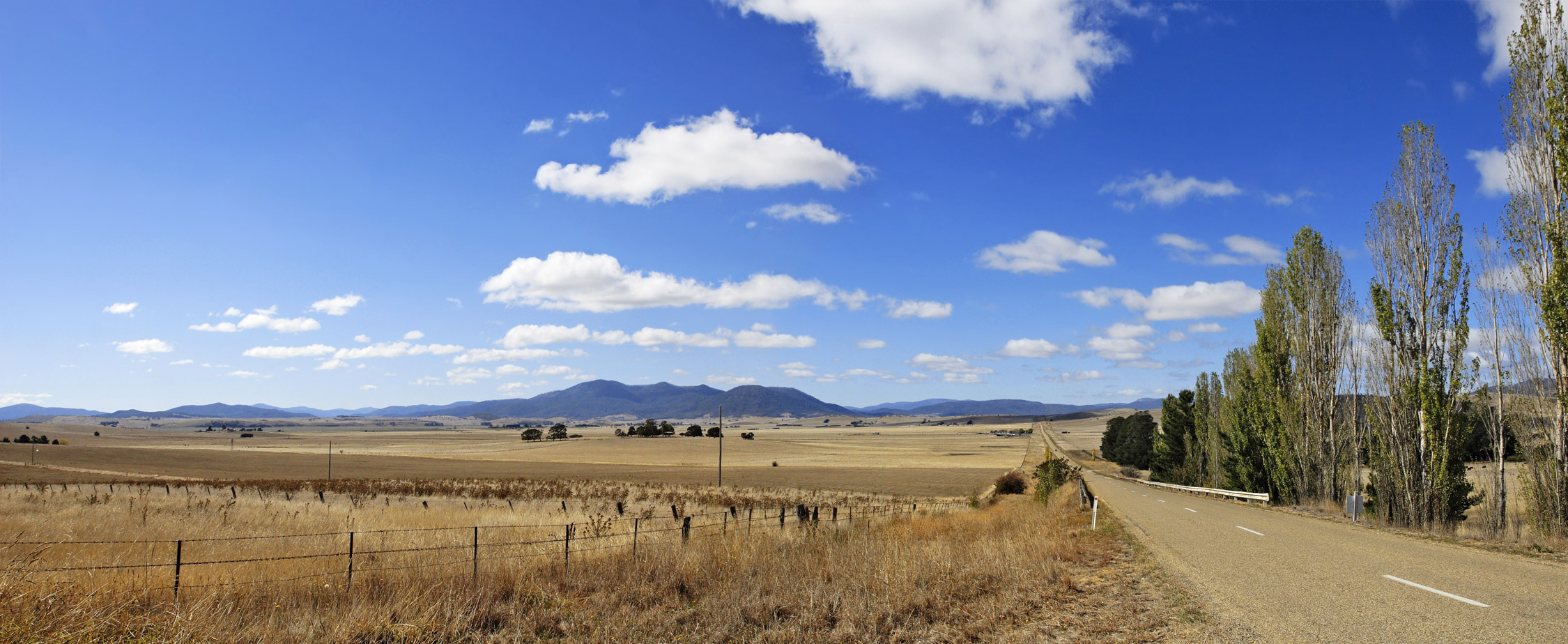
Susza w okolicach Benambra w Australii

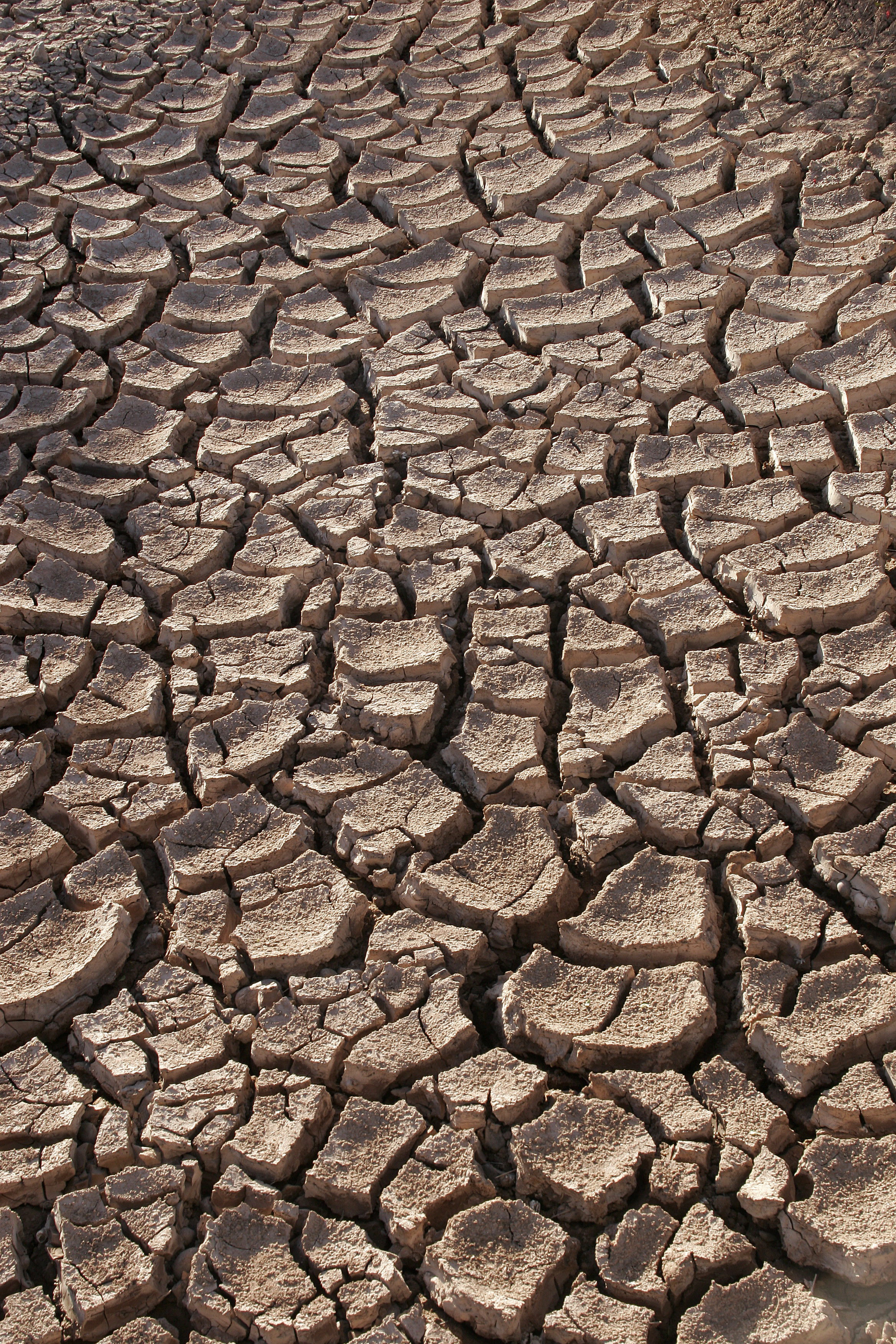
Sucha, popękana w wyniku suszy ziemia na Pustyni Sonora

Susza – długotrwały okres bez opadów atmosferycznych lub nieznacznym opadem w stosunku do średnich wieloletnich wartości i wysoką temperaturą. Prowadzi do znacznego wyczerpania zasobów wodnych w dorzeczu.
Susza powoduje przesuszenie gleby, zmniejszenie lub całkowite zniszczenie upraw roślin alimentacyjnych (a co za tym idzie klęski głodu), zmniejszenie zasobów wody pitnej, a także zwiększone prawdopodobieństwo katastrofalnych pożarów.

## Etapy
W cyklu rozwojowym suszy wyróżnia się cztery etapy:
- susza atmosferyczna – brak opadów (przez 20 dni), wysoka temperatura i niska wilgotność powietrza, przyczyną jest antycyklonalna (wyżowa) cyrkulacja atmosferyczna, powodująca napływ ciepłych i suchych mas powietrza
- susza glebowa – oznacza niedobór wody dostępnej dla roślin, na tym etapie suszy obfite opady powodują szybkie uzupełnienie zasobów wody w strefie aeracji
- susza hydrologiczna – zmniejszone zasoby wodne powierzchniowe i podziemne, późniejsza regeneracja wód podziemnych jest długotrwała
- susza hydrogeologiczna – jest następstwem przedłużającej się suszy hydrologicznej. W tym okresie zwierciadło wód gruntowych obniża się w stopniu uniemożliwiającym korzystanie ze studzien kopanych i płytkich wierconych – wysychające studnie. Ograniczone jest powszechne korzystanie z wód również ze względu na pogarszającą się gwałtownie jakość wód gruntowych[1]